# Estação Cidade Satélite
A Estação Cidade Satélite é uma das estações do Sistema de Trens Urbanos de Natal, situada em Natal, entre a Estação Pitimbu e a Estação Jardim Aeroporto. Faz parte da Linha Sul.
Localiza-se na Rua Cafarnaum, no conjunto Cidade Satélite. Atende o bairro do Pitimbu.

## Localização
A estação recebeu esse nome por estar localizada no Conjunto Cidade Satélite, um dos maiores conjuntos habitacionais da América Latina. O conjunto foi projetado pelo arquiteto Acácio Gil Borsoi e inaugurado entre 1982 e 1983 no governo de José Agripino Maia.
Em suas imediações, além de diversos condomínios residenciais, também se localiza uma das Unidades Operacionais da Companhia Nacional de Abastecimento.